# Atletica leggera maschile ai Giochi della XV Olimpiade
Ai Giochi della XV Olimpiade di Helsinki 1952 sono stati assegnati 24 titoli nell'atletica leggera maschile.

## Calendario
| Gare       |              |        |              |                |                         |                         |                   |    |    |  |  |
| 100 m      | 100 m        | 200 m  | 200 m        | 400 m          | 400 m                   | Staffetta 4x100 m       | Staffetta 4x100 m | 24 |    |  |  |
| 400 m ost. | 400 m ost.   |        | 110 m ost.   | 110 m ost.     |                         | Staffetta 4x400 m       | Staffetta 4x400 m | 24 |    |  |  |
| 800 m      | 800 m        | 800 m  |              | 1500 m         | 1500 m                  | 1500 m                  |                   | 24 |    |  |  |
| 10.000 m   |              | 5000 m | 3000 m siepi | 5000 m         | 3000 m siepi            |                         | Maratona          | 24 |    |  |  |
|            | Marcia 50 km |        |              | Marcia 10000 m |                         |                         | Marcia 10000 m    | 24 |    |  |  |
| Alto       | Asta         | Asta   | Triplo       |                |                         |                         |                   | 24 |    |  |  |
|            | Lungo        | Disco  |              | Martello       |                         |                         |                   | 24 |    |  |  |
|            | Peso         |        |              | Giavellotto    | Decathlon (1ª giornata) | Decathlon (2ª giornata) |                   | 24 |    |  |  |
|            |              |        |              |                |                         |                         |                   |    |    |  |  |
| Titoli     | 2            | 5      | 3            | 2              | 4                       | 2                       | 2                 | 4  | 24 |  |  |

|  | Qualificazioni |  | Finali |

Le gare di atletica si svolgono da domenica a domenica, come era già stato per quattro edizioni consecutive, da Parigi 1924 a Berlino 1936.

I 1500 metri si disputano per la prima volta in tre giorni (un turno al giorno), come gli 800 m.

Concorsi: gli organizzatori potrebbero calendarizzare un salto/lancio al giorno (com'è sempre stato dal 1924 al 1936), invece decidono di sovrapporre Asta e Lungo e Martello e Giavellotto.
 
Viene confermata la (per noi strana) consuetudine secondo cui il programma di salti e lanci termina un giorno prima del Decathlon.

## Nuovi record
I cinque record mondiali sono, per definizione, anche record olimpici.
| Nuovo record mondiale in       | 5 specialità:  | 3 000 siepi, triplo, martello, decathlon, 4x400.                                                                                          |
| Nuovo record olimpico in altre | 17 specialità: | 200 m, 400 m, 800 m, 1 500 m, 5 000 m, 10 000, maratona, 110 h, 400 h, alto, asta, peso, disco, giavellotto, marcia 10 km e marcia 50 km. |

## Risultati delle gare
| Specialità | Oro                                                                   | Risultato          | Argento | Risultato          | Bronzo | Risultato          | Dettagli            |
| --- | --------------------------------------------------------------------- | ------------------ | --- | ------------------ | --- | ------------------ | ------------------- |
| 100 m | Lindy Remigino                                                        | 10"4 (10"77)       | Herb McKenley | 10"4 (10"79)       | McDonald Bailey | 10"4 (10"83)       | Classifica completa |
| 200 m | Andy Stanfield                                                        | 20"7 (20"81)       | Thane Baker | 20"8 (20"97)       | James Gathers | 20"8 (21"08)       | Classifica completa |
| 400 m | George Rhoden                                                         | 45"9 (46"09)       | Herb McKenley | 45"9 (46"20)       | Ollie Matson | 46"8 (46"94)       | Classifica completa |
| 800 m | Mal Whitfield                                                         | 1'49"2 (1'49"34)   | Arthur Wint | 1'49"4 (1'49"63)   | Heinz Ulzheimer | 1'49"7 (1'49"78)   | Classifica completa |
| 1.500 m | Joseph Barthel                                                        | 3'45"1 (3'45"28)   | Bob McMillen | 3'45"2 (3'45"39)   | Werner Lueg | 3'45"4 (3'45"67)   | Classifica completa |
| 5.000 m | Emil Zátopek                                                          | 14'06"6 (14'06"72) | Alain Mimoun | 14'07"4 (14'07"58) | Herbert Schade | 14'08"6 (14'08"80) | Classifica completa |
| 10.000 m | Emil Zátopek                                                          | 29'17"0            | Alain Mimoun | 29'32"8            | [[File: Flag of the Soviet Union (1936 – 1955).svg\|class=noviewer\| Unione Sovietica (bandiera)\|border\|20x16px]] Aleksandr Anufriev | 29'48"2            | Classifica completa |
| 3.000 m siepi | Horace Ashenfelter                                                    | 8'45"4 (8'45"68)   | [[File: Flag of the Soviet Union (1936 – 1955).svg\|class=noviewer\| Unione Sovietica (bandiera)\|border\|20x16px]] Vladimir Kazancev | 8'51"6 (8'51"52)   | John Disley | 8'51"8 (8'51"94)   | Classifica completa |
| 110 m ostacoli | Harrison Dillard                                                      | 13"7 (13"91)       | Jack Davis | 13"7 (14"00)       | Arthur Barnard | 14"1 (14"40)       | Classifica completa |
| 400 m ostacoli | Charles Moore                                                         | 50"8 (51"06)       | [[File: Flag of the Soviet Union (1936 – 1955).svg\|class=noviewer\| Unione Sovietica (bandiera)\|border\|20x16px]] Jurij Lituev      | 51"3 (51"51)       | John Holland | 52"2 (52"26)       | Classifica completa |
| Maratona | Emil Zátopek                                                          | 2h23'03"2          | Reinaldo Gorno | 2h25'35"           | Gustaf Jansson | 2h26'07"           | Classifica completa |
| Marcia 10000 metri | John Mikaelsson                                                       | 45'02"8            | Fritz Schwab | 45'41"0            | [[File: Flag of the Soviet Union (1936 – 1955).svg\|class=noviewer\| Unione Sovietica (bandiera)\|border\|20x16px]] Bruno Junk         | 45'41"0            | Classifica completa |
| Marcia 50 km | Giuseppe Dordoni                                                      | 4h28'07"8          | Josef Doležal | 4h30'17"8          | Antal Róka | 4h31'27"2          | Classifica completa |
| Salto in alto | Walt Davis                                                            | 2,04 m             | Ken Wiesner | 2,01 m             | José da Conceição | 1,98 m             | Classifica completa |
| Salto con l'asta | Bob Richards                                                          | 4,55 m             | Don Laz | 4,50 m             | Ragnar Lundberg | 4,40 m             | Classifica completa |
| Salto in lungo | Jerome Biffle                                                         | 7,57 m             | Meredith Gourdine | 7,53 m             | Ödön Földessy | 7,30 m             | Classifica completa |
| Salto triplo | Adhemar da Silva                                                      | 16,22 m            | [[File: Flag of the Soviet Union (1936 – 1955).svg\|class=noviewer\| Unione Sovietica (bandiera)\|border\|20x16px]] Leonid Ščerbakov  | 15,98 m            | Asnoldo Devonish | 15,52 m            | Classifica completa |
| Getto del peso | Parry O'Brien                                                         | 17,41 m            | Darrow Hooper | 17,39 m            | Jim Fuchs | 17,06 m            | Classifica completa |
| Lancio del disco | Sim Iness                                                             | 55,03 m            | Adolfo Consolini | 53,78 m            | James Dillion | 53,28 m            | Classifica completa |
| Lancio del martello | József Csermák                                                        | 60,34 m            | Karl Storch | 58,86 m            | Imre Németh | 57,74 m            | Classifica completa |
| Lancio del giavellotto | Cyrus Young                                                           | 73,78 m            | Bill Miller | 72,46 m            | Toivo Hyytiäinen | 71,89 m            | Classifica completa |
| Decathlon | Bob Mathias                                                           | 7.887 p.           | Milt Campbell | 6.975 p.           | Floyd Simmons | 6.788 p.           | Classifica completa |
| Staffetta 4×100 m | Stati Uniti Dean Smith Harrison Dillard Lindy Remigino Andy Stanfield | 40"1 (40"26)       | Unione Sovietica Boris Tokarev Lev Kaljaev Levan Sanadze Vladimir Sucharev                                                            | 40"3 (40"58)       | Ungheria László Zarándi Géza Varasdi György Csányi Béla Goldoványi                                                                     | 40"5 (40"83)       | Classifica completa |
| Staffetta 4×400 m | Giamaica Arthur Wint Leslie Laing Herb McKenley George Rhoden         | 3'03"9 (3'04"04)   | Stati Uniti Ollie Matson Gene Cole Charles Moore Mal Whitfield                                                                        | 3'04"0 (3'04"21)   | Germania Günther Steines Hans Geister Heinz Ulzheimer Karl-Friedrich Haas                                                              | 3'06"6 (3'06"78)   | Classifica completa |
| record mondiale; record olimpico; record mondiale stagionale; record africano; record asiatico; record europeo; record nord-centroamericano e caraibico; record sudamericano; record oceaniano; record nazionale; record personale; record personale stagionale. |                                                                       |                    | |                    | |                    |                     |

Statistiche
Dei 22 olimpionici vincitori delle gare individuali di Londra, in nove hanno lasciato l'attività agonistica. Inoltre il campione uscente del Getto del peso non è qualificato ai Trials e il vincitore dei 100 metri si presenta sui 110 ostacoli. Dei rimanenti undici campioni olimpici, solo tre riescono a confermarsi: Mal Whitfield, Emil Zátopek e John Mikaelsson. 

Sono solo quattro i primatisti mondiali che vincono la loro gara ad Helsinki, nelle seguenti specialità: 200 metri, 400 metri, 10.000 metri e Salto triplo.

Due atleti, Emil Zátopek (10.000 metri) e Imre Németh (Lancio del martello) sono gli unici che si presentano nella veste di campione in carica e di primatista mondiale. Zatopek vince per la seconda volta il titolo.